# Alopecosa cronebergi
Alopecosa cronebergi este o specie de păianjeni din genul Alopecosa, familia Lycosidae. A fost descrisă pentru prima dată de Thorell, 1875. Conform Catalogue of Life specia Alopecosa cronebergi nu are subspecii cunoscute.